# Neke davne zvezde
Chansons représentant la Yougoslavie au Concours Eurovision de la chanson
Ne pali svetla u sumrak
(1962)
Neke davne zvezde (en serbe cyrillique : Неке давне звезде, « Quelques anciennes étoiles ») est une chanson écrite par Miroslav Antić, composée par Jože Privšek (en) et interprétée par la chanteuse yougoslave serbe Ljiljana Petrović, parue sur son album Ljiljana Petrović en 1962.
C'est la première chanson ayant représenté la Yougoslavie à l'Eurovision lors de l'édition de 1961 le 18 mars à Cannes.

## À l'Eurovision
La chanson est intégralement interprétée en serbo-croate, l'une des langues officielles de la Yougoslavie, comme le veut la coutume avant 1966. L'orchestre est dirigé par le compositeur de la chanson Jože Privšek.
Neke davne zvezde est la cinquième chanson interprétée lors de la soirée du concours, suivant Valoa ikkunassa de Laila Kinnunen pour la Finlande et précédant Wat een dag de Greetje Kauffeld pour les Pays-Bas.
À l'issue du vote, elle obtient 9 points et se classe 8e sur 16 chansons,.